# Eriogonum arborescens
Eriogonum arborescens är en slideväxtart som beskrevs av Edward Lee Greene. Eriogonum arborescens ingår i släktet Eriogonum och familjen slideväxter. Inga underarter finns listade i Catalogue of Life.